# اچ‌ام‌اس کنستانس (۱۹۱۵)
اچ‌ام‌اس کنستانس (۱۹۱۵) (به انگلیسی: HMS Constance (1915)) یک کشتی بود که طول آن ۴۴۶ فوت (۱۳۶ متر) بود. این کشتی در سال ۱۹۱۵ ساخته شد.